# Sacro Cuore Immacolato di Maria
Sacro Cuore Immacolato di Maria, även benämnd Sacro Cuore Immacolato di Maria ai Parioli, är en kyrkobyggnad, mindre basilika och titelkyrka i Rom, helgad åt Jungfru Maria och särskilt åt hennes obefläckade hjärta. Kyrkan är belägen vid Piazza Euclide i quartiere Pinciano och tillhör församlingen Sacro Cuore Immacolato di Maria ai Parioli.
Kyrkan förestås av Claretiner, en kongregation grundad år 1849 av Antonio María Claret (1807–1870; helgonförklarad 1950).
I kyrkans krypta firade Óscar Romero sin första mässa den 5 april 1942.

## Kyrkans historia
Kyrkan uppfördes åren 1923–1954 efter ritningar av arkitekten Armando Brasini och konsekrerades av ärkebiskop (sedermera kardinal) Luigi Traglia den 1 maj 1959. Brasini ritade initialt en 97 meter hög kupol med en diameter på 52 meter. På grund av geologiska och ekonomiska skäl tvingades han dock att rita en betydligt mindre kupol med en diameter på 23 meter. Kyrkans krypta fullbordades år 1934. Byggnadsarbetena pågick till år 1940, då byggentreprenören övergav projektet efter tvister med församlingen; byggnadsverksamheten återupptogs inte förrän år 1948. 

## Exteriören
Kyrkans fasad är konvex. Dess portal består av ett doriskt propylaeum i travertin. Sex kolonner bär upp ett brutet triangulärt pediment, vilket hyser dedikationsinskriptionen: D⋅O⋅M⋅IN HONOREM IMMACVLATI CORDIS B⋅V⋅MARIAE REGINAE PACIS A⋅D⋅MCMLII. Claudio Rendina beskriver exteriörens arkitektoniska formspråk som ”retorisk monumentalism” (monumentalismo retorico).

## Interiören
Interiörens grundplan är utformad som ett grekiskt kors inlemmat i en cirkel. Över högaltaret finns mosaiken Jungfru Marie obefläckade hjärta i en strålkrans.

### Höger sida
Sidoaltaren
Första altaret på höger hand är invigt åt den korsfäste Kristus, medan det andra är invigt åt den helige Antonio María Claret med en målning av R. Merussi. Här finns även ett monument över de femtioen claretinmartyrerna i Barbastro.
Sidokapell
Det första kapellet är invigt åt den helige Josef. Här har kardinal Arcadio María Larraona Saralegui (1887–1973) fått sitt sista vilorum. Det andra kapellet är invigt åt det Allraheligaste Sakramentet; altaret är ett verk av Armando Brasini. Glasmålningen, vilken framställer den helige Antonio María Claret, är utförd av Josep Grau-Garriga.

### Vänster sida
Sidoaltaren
Första altaret på vänster hand har en dopfunt samt en målning, Kristi dop, av Gregorio Sciltian. Det andra altaret är invigt åt Jesu heliga hjärta och har en målning av R. Merussi.
Sidokapell
Det första kapellet, invigt åt Perpetuo Suffragio, är dekorerat av Armando Brasini. Målningen Kristi gravläggning är utförd av F.M. Trombini. Det andra kapellet är invigt åt Vår Fru av Pompeji. I kapellet är kardinal Arturo Tabera Araoz (1903–1975) begravd.
I kyrkan kan man även beskåda tre färgrika och detaljerade målningar av den rumänska konstnären Elena Virginia Constantinescu.

## Titelkyrka
Kyrkan stiftades som titelkyrka med namnet Sacro Cuore di Maria av påve Paulus VI år 1965.
Kardinalpräster
- Ángel Herrera Oria: 1965–1968
- Arcadio María Larraona Saralegui: 1969–1973
- Lawrence Trevor Picachy: 1976–1992
- Julius Riyadi Darmaatmadja: 1994–